# Methanothermobacter
Genre
Espèces de rang inférieur
- M. defluvii
- M. marburgensis
- M. thermautotrophicus
- M. thermoflexus
- M. thermophilus
- M. wolfeii

Methanothermobacter est un genre d'archées méthanogènes dites hydrogénotrophes, c'est-à-dire qu'elles produisent du méthane CH4 en réduisant du dioxyde de carbone CO2 par le dihydrogène H2.